# Club de Futbol Sporting Maonès
El Club de Futbol Sporting Maonès va ser un club de futbol de la ciutat de Maó, a Menorca. Fundat l'any 1974, el club va arribar a jugar a la Segona Divisió B, categoria en què es trobava en el moment de la seva desaparició, el 2012.

## Història

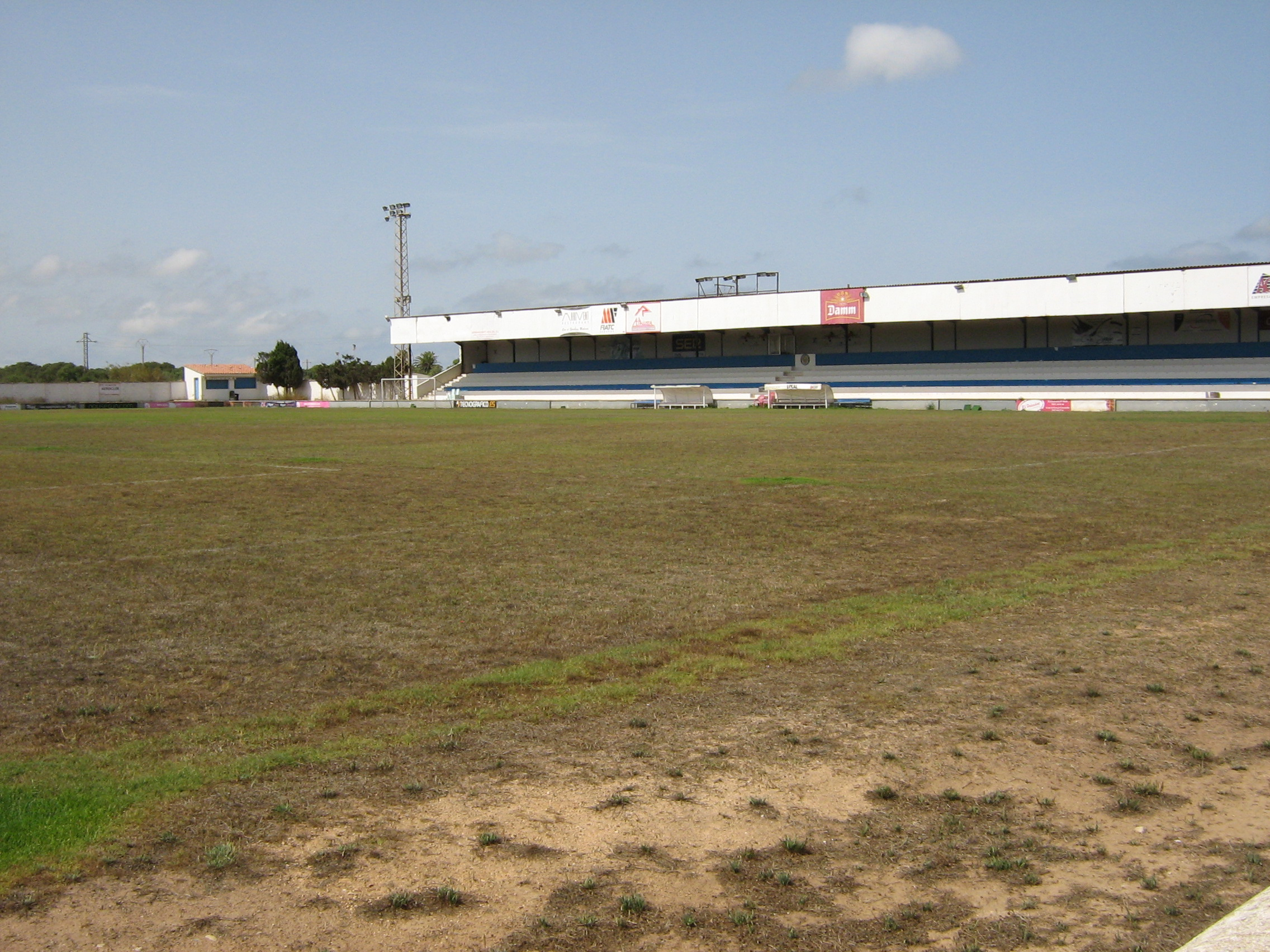
Camp de Bintaufa

L'Sporting Maonès neix com a resultat de la fusió dels dos equips de Maó, el Club Esportiu Menorca i la Unió Esportiva Maó, el 17 de juliol de 1974. Va debutar en les divisions regionals del futbol balear, on va progressar fins a arribar a la Tercera Divisió en 1977-78. La temporada 1986-87 els menorquins varen obtenir l'ascens, després de quedar primers del seu grup a Tercera, en una plantilla en la qual figuraven esportistes com Vicente Engonga. L'Sporting va debutar a Segona B la temporada1987-88 i hi va romandre sis temporades més, en les quals el seu millor resultat va ser un cinquè lloc (1988-89). Després d'acabar al 1993 classificat en dinovè lloc, el Maonès va descendir de nou a Tercera. Durant diversos anys, l'Sporting Maonès va travessar dificultats econòmiques que van resultar en males temporades per al club. El 2004 va arribar a la presidència del club un empresari local, Antonio Gomila, que va realitzar diverses reestructuracions per a recuperar la seva viabilitat esportiva. El 2008 el va substituir Francisco Segarra, exjugador del FC Barcelona B i Celta de Vigo, entre d'altres clubs. L'Sporting Maonès es va classificar durant dues temporades (2004-05 i 2005-06) per als playoff d'ascens a Segona B, però no va pujar a la tercera categoria del futbol espanyol fins al 2009. Els menorquins van aconseguir tornar a la divisió de bronze després de vèncer a l'Unión Mutilvera, Burgos CF i CD Tenerife B.
El gener de 2012 l'equip va anunciar la seva retirada de la Segona B a mitjans de temporada, ja que no podia pagar els deutes contrets amb els seus jugadors i cos tècnic. Això suposa la desaparició de l'entitat el 23 de gener de 2012, després de disputar el seu últim partit davant de la UE Sant Andreu. Poc després de la desaparició fundaren un nou club persones vinculades a l'antic Sporting Maonès, sota el nom de Club de Futbol Sporting de Maó i que debutà la temporada 2013/14.
A més del club de futbol masculí, l'Sporting Maonès va comptar amb un equip de futbol femení i categories inferiors sota el nom de La Salle Sporting.

## L'Sporting al futbol Balear
L'Sporting Mahonès va ser un dels equips de futbol més importants de les Illes Balears. Va ser el segon equip balear millor classificat les temporades 88-89, 89-90, 90-91 i 91-92, només per darrere del RCD Mallorca; aleshores l'Sporting jugava a Segona Divisió B.

## Equipació
- Equipació titular: Samarreta blava, pantalons blaus, calces blanques.
- Equipació alternativa: Samarreta granada, pantalons verds, calces granades.

| 1977-2010 | 2010-2012 |  |

## Estadi
L'Sporting Maonès jugava a l'Estadi de Bintaufa, també conegut com a Camp Municipal i inaugurat el 1978. Té unes mesures de 103x63, herba natural i capacitat per a 3.500 persones. A més, té un estadi annex, de gespa artificial i inaugurat el 2012.

## Historial
- 9 temporades a Segona B
- 26 temporades a Tercera divisió

Millor posició: 5è – Segona B (1988/1989) 
Darreres temporades:
- 2001/2002: - Tercera divisió - 16è
- 2002/2003: - Tercera divisió - 14è
- 2003/2004: - Tercera divisió - 16è
- 2004/2005: - Tercera divisió - 4t
- 2005/2006: - Tercera divisió - 4t
- 2006/2007: - Tercera divisió - 13è
- 2007/2008: - Tercera divisió - 9è
- 2008/2009: - Tercera divisió - 2n - Ascens
- 2009/2010: - Segona divisió B - 14è
- 2010/2011: - Segona divisió B - 15è
- 2011/2012: - Segona divisió B - Retirat de la competició[1]